# Marcel Levaux
Marcel Rodolphe Florent Levaux (Luik, 19 juli 1926 - Herstal, 5 juni 2007) was een Belgisch politicus voor de PCB.

## Levensloop
Na de lagere school studeerde Marcel Levaux drie jaar lang aan de provinciale technische school in Herstal. Op zijn vijftiende trad hij in het beroepsleven en ging hij als metaalarbeider aan de slag op de scheepswerf op Monsin, een eiland gelegen tussen het Albertkanaal en de Maas, vlak bij de stad Luik. Op de scheepswerf, die tijdens de oorlog door de Duitse bezetter werd gecontroleerd, kwam hij in contact met communistische arbeiders, die hem wisten te overhalen om actief te worden in het verzet. Ook vroeg Levaux in augustus 1941 het lidmaatschap van de Kommunistische Partij van België aan, hetgeen in februari 1942 werd aanvaard. Hij was betrokken bij sabotageacties op zijn werkplaats en verspreidde de clandestiene pers van de PCB en het Onafhankelijkheidsfront.  Door een anglofiel netwerk werd hij gerekruteerd om spionagemissies uit te voeren ten gunste van de Britten en ook nam hij deel aan verschillende gewapende acties, waaronder een aanval op een postkantoor in Wezet. 
Na de Bevrijding werd Levaux belast met de oprichting van een communistische afdeling in Cheratte. Met een groep voormalige verzetsleiders stak hij de Duitse grens over om koeien op te eisen, ter compensatie van de vorderingen waarmee landbouwers in Cheratte tijdens de oorlog waren geconfronteerd. Op de weg naar Aken werd Levaux door de Amerikanen gearresteerd en ontsnapte hij nipt aan een executie als plunderaar. In februari 1945 meldde hij zich vrijwillig aan om de strijd tegen het nazisme in Duitsland voort te zetten en nam hij aldus deel aan de eindfase van de oorlog. Zijn gedrag tijdens de oorlog zou hem verschillende onderscheidingen opleveren.
In 1946 verliet Marcel Levaux het leger en ging hij opnieuw aan de slag als metaalarbeider. Hij stortte zich in de syndicale actie en militeerde voor de socialistische vakbond FGTB. De PCB vertrouwde hem de taak toe om de gemeenteraadsverkiezingen van 1946 voor te bereiden in zijn kanton en de partij stuurde hem naar de wapenfabriek FN Herstal om er politieke en syndicale acties uit te voeren. Vanwege zijn communistische engagement werd hij in 1949 ontslagen.
Levaux volgde vervolgens een politieke vorming aan de kaderschool van de PCB en in 1951 ontving hij een vergoeding van de partij, die hem als nationaal organisatiesecretaris detacheerde naar de Belgische Unie voor de Verdediging van de Vrede. Ook diende hij zich bezig te houden met mijnwerkersstakingen en in 1956 werd hij belast met de omvorming van de Jeunesse populaire de Belgique tot een communistische jongerenbeweging, de Jeunesse communiste de Belgique, die mede onder de vleugels van Levaux betrokken was bij acties voor de onafhankelijkheid van Algerije en Belgisch-Congo en tegen de Eenheidswet van 1960-1961.
In 1957 werd hij verkozen tot lid van het centraal comité van de PCB en in 1963, na de zuivering van de maoïsten uit de partij, trad hij toe tot het Politiek Bureau, waar hij tot in 1973 bleef zetelen. Drie jaar later, in 1966, werd Levaux aangesteld tot directeur van het communistische partijblad Le Drapeau Rouge, een functie die hij behield tot in 1968. Het dagblad verkeerde in slechte financiële papieren en Levaux wachtte de moeilijke taak om te bezuinigen en het dagblad om te vormen tot een weekblad. In 1969 werd hij aangesteld tot voorzitter van de PCB-federatie in het arrondissement Luik, die op dat moment in crisis verkeerde en waar Levaux orde op zaken diende te stellen.
Na het overlijden van de communistische voorzitter Ernest Burnelle volgde Levaux hem in oktober 1968 op als lid van de Kamer van volksvertegenwoordigers voor het arrondissement Luik. Hij vervulde dit mandaat tot aan de verkiezingen van november 1981. Door het toen bestaande dubbelmandaat zetelde hij van 1971 tot 1980 ook in de Cultuurraad voor de Franse Cultuurgemeenschap en van 1980 tot 1981 in de Waalse Gewestraad en de Franse Gemeenschapsraad. Levaux stond gekend als een ijverig parlementslid; hij nam vaak het woord en diende verschillende amendementen, wetsvoorstellen en resoluties in die betrekking hadden op de invoering van de 36-urenwerkweek en de pensioenleeftijd op zestig jaar, maar ook stemrecht en verkiesbaarheid voor immigranten bij de gemeenteraadsverkiezingen. Ook stelde hij zonder succes voor om de uitsluiting van vrouwen voor de Belgische troonopvolging ongedaan te maken, al zou dit later wel doorgevoerd worden. In november 1981 werd hij als gevolg van de apparentering niet herkozen als Kamerlid. In 1985 deed hij een poging om opnieuw verkozen te worden, maar dit mislukte.
In oktober 1970 werd Levaux als enige communist verkozen tot gemeenteraadslid van Cheratte. Omdat geen van de twee andere lijsten, de socialistische lijst en een lokale lijst, een absolute meerderheid van de zetels had en niet met elkaar wilden samenwerken, was Levaux echter intercontournable voor de coalitievorming en slaagde hij erin om in een coalitie met de lokale lijst het burgemeesterschap op te eisen. Hij oefende het ambt van burgemeester uit tot eind 1976, toen de gemeente fusioneerde met Wezet. Levaux was er tot 1994 gemeenteraadslid en zetelde er op de oppositiebanken.
Als Waals militant was Levaux actief in het Mouvement populaire wallon en Wallonie Région d'Europe en verdedigde hij het resoluut het federalisme. Na de federalisering van de Kommunistische Partij in 1983 trad hij toe tot het bureau en het secretariaat van de Franstalige vleugel van de PCB. Toen de partij in 1989 formeel splitste in de Vlaamse KP en de Franstalige PC, zetelde hij van 1989 tot 1995 nog   in de algemene raad en het bureau van de Unie van Kommunisten van België, het overkoepelend confederaal orgaan boven beide partijen. Naarmate de PC in de jaren '90 electoraal   steeds meer marginaliseerde, riep Levaux op tot progressieve frontvorming met de socialisten of de ecologisten. Hij werd hierin echter niet gesteund door het partijbestuur en in 1998 werd hij niet meer herkozen in het federaal comité en federaal bureau van de PC. Evenals verloor hij toen zijn functie als voorzitter van de Luikse afdeling van de partij. 
In Cheratte is een plein naar hem vernoemd.